# Hubert Parry
Hubert Parry (Bournemouth, 27 de febrer de 1848 - Knight's Croft Rustington, Sussex, 7 d'octubre de 1918) fou un literat i compositor anglès. Fou un dels impulsors del Renaixement musical anglès.
Feu els estudis literaris a Oxford i a Eaton, i els musicals a Stuttgart (Alemanya) i a Londres. Doctor en música de les Universitats de Cambridge, Oxford i Dublín, el 1891 fou nomenat professor de composició i d'història de la música del Royal College of Music, que dirigí des del 1894 i on va tenir entre altres alumnes l'estatunidenc Cecil Forsyth, l'anglès Philip Napier Miles i l'escocès Hamish MacCunn.
Es va distingir principalment en la música coral, essent les seves millors obres en aquest gènere:
- Prometeu alliberat (1880)
- Judith (1888)
- El rei Saül (1894), amb aquest oratori va debutar la mezzosoprano Muriel Foster.
- The Lotos Eaters (1889)
- Ode for St. Cecilia's Day (1889)
- Allegre and Penseroso (1891)
- Blest Pair of Sirens, (1891)
- Invocations to Music (1891)
- De Profunsi (1891)
- Magnificat (1896)
- Song of Darkneess and Light (1898)
- Processional Anthem, per la coronació del rei Eduard VII (1900)
- Te-Deum (1900)
- The Vision of Life (1907)
- Te-deum, per la coronació del rei (Jordi V)
- Hymn to the Nativity (1913)

També va posar música a Les granotes i Els ocells, d'Aristòfanes; l'Agamèmnon, d'Èsquil; quatre simfonies, dues obertures, una suite per a instruments d'arc, quartets, trios, fuges i preludis per a orgue, sonates per a piano, cors, melodies vocals...
Finalment va publicar algunes obres de literatura musical:
- Studies of Great Composers (1886)
- Summary of the history and development of mediaeval and modern European music (1897)
- The evolution of the art of music (1897)
- Life of Jhon Sebastian Bach (1902)
- The Music of the XVII century Oxford, (1902)

I va col·laborar en el Dictionary of Music de George Grove.